# Ambassade de France à Madagascar
L'ambassade de France à Madagascar est la représentation diplomatique de la République française auprès de la république de Madagascar. Elle est située à Antananarivo, la capitale du pays, et son ambassadeur est, depuis 2022, Arnaud Guillois (d).

## Ambassade
L'ambassade est située à Tananarive (Antananarivo). Elle accueille aussi le consulat général de France et assure la tutelle d'un Institut français.

## Histoire
Avant 1975, date de la rétrocession de ce bâtiment au gouvernement malgache, l’ambassade de France se trouvait dans ce qui est devenu le palais présidentiel d'Ambohitsorohitra. Ce bâtiment, construit en 1892 pour recevoir le « résident général », a ensuite abrité les gouverneurs généraux après l'annexion de 1896 jusqu'à l'indépendance.

## Ambassadeurs de France à Madagascar
| De   | À    | Ambassadeur ou ambassadrice                  |
| ---- | ---- | -------------------------------------------- |
| 1960 | 1961 | André Soucadaux                              |
| 1961 | 1967 | Marcel Gey (d)                               |
| 1967 | 1972 | Alain Plantey                                |
| 1972 | 1975 | Maurice Delauney                             |
| 1975 | 1976 | André Roger (d)                              |
| 1976 | 1978 | Pierre Hunt                                  |
| 1978 | 1981 | Jean-Pierre Campredon (d)                    |
| 1981 | 1984 | Paul Blanc (d)                               |
| 1984 | 1988 | Alain Bry (d)                                |
| 1988 | 1991 | Pierre Couturier (d)                         |
| 1991 | 1994 | Gilles d'Humières (d)                        |
| 1994 | 1996 | Jean-Didier Roisin (d)                       |
| 1996 | 1999 | Camille Rohou (d)                            |
| 1999 | 2002 | Stanislas de Laboulaye                       |
| 2002 | 2005 | Catherine Boivineau (d) (Catherine Greverie) |
| 2005 | 2007 | Alain Le Roy                                 |
| 2008 | 2008 | Gildas Le Lidec                              |
| 2009 | 2012 | Jean-Marc Chataigner (d)                     |
| 2012 | 2013 | Jean-Christophe Belliard (d)                 |
| 2013 | 2015 | François Goldblatt (d)                       |
| 2015 | 2019 | Véronique Vouland-Aneini (d),                |
| 2019 | 2022 | Christophe Bouchard (d)                      |
| 2022 | auj. | Arnaud Guillois (d)                          |

## Consulats
Outre le consulat général de Tananarive (Antananarivo), il existe deux chancelleries détachées à  Tamatave (Toamasina) et Diego Suarez (Antsiranana), cette dernière ayant été consulat général jusqu'en 2004, ainsi que 13 consuls honoraires situés à :
- Antalaha
- Antsirabe (Mme.Lina LEUNG)
- Diego-Suarez (M.Lionel BIANCUZZI)
- Farafangana
- Fianarantsoa (M.François PETIT)
- Fort-Dauphin (Tôlanaro)
- Île Sainte-Marie (M.Patrick BERNARD
- Manakara
- Mananjary (M.Claude DESBROSSES)
- Morombe
- Morondava
- Nosy Be (M.Alain SCHMALTZ)
- Tuléar (Toliara)

### Communauté française
Le nombre de Français établis à Madagascar est estimé à 24 000, dont une majorité de binationaux. Ils représentent la deuxième communauté étrangère après les Comoriens. Au 31 décembre 2016, 18 012 Français sont inscrits sur les registres consulaires à Madagascar. Au 31 décembre 2011, les 19 864 inscrits étaient ainsi répartis entre les 3 circonscriptions : Tananarive (Antananarivo) (16 145), Tamatave (Toamasina) (2 052) et Majunga (Mahajanga) (1 667).
| 2001   | 2002   | 2003   | 2004   |
| ------ | ------ | ------ | ------ |
| 18 498 | 17 868 | 18 711 | 20 044 |

| 2005   | 2006   | 2007   | 2008   |
| ------ | ------ | ------ | ------ |
| 19 602 | 20 124 | 18 962 | 19 821 |

| 2009   | 2010   | 2011   | 2012   |
| ------ | ------ | ------ | ------ |
| 19 841 | 19 930 | 19 864 | 18 814 |

| 2013   | 2014   | 2015   | 2016   |
| ------ | ------ | ------ | ------ |
| 18 607 | 18 532 | 18 299 | 18 012 |

| 2017   | 2018   | 2019   | 2020   |
| ------ | ------ | ------ | ------ |
| 17 622 | 16 931 | 16 287 | 15 676 |

| 2021   | - | - | - |
| ------ | - | - | - |
| 15 434 | - | - | - |

### Circonscriptions électorales
Depuis la loi du 22 juillet 2013 réformant la représentation des Français établis hors de France avec la mise en place de conseils consulaires au sein des missions diplomatiques, les ressortissants français de Madagascar élisent pour six ans cinq conseillers consulaires. Ces derniers ont trois rôles :
1. ils sont des élus de proximité pour les Français de l'étranger ;
2. ils appartiennent à l'une des quinze circonscriptions qui élisent en leur sein les membres de l'Assemblée des Français de l'étranger ;
3. ils intègrent le collège électoral qui élit les sénateurs représentant les Français établis hors de France.

Pour l'élection à l'Assemblée des Français de l'étranger, Madagascar appartenait jusqu'en 2014 à la circonscription électorale de Tananarive, comprenant aussi les Comores, Maurice et les Seychelles, et désignant quatre sièges. Madagascar appartient désormais à la circonscription électorale « Afrique centrale, australe et orientale » dont le chef-lieu est Libreville et qui désigne cinq de ses 37 conseillers consulaires pour siéger parmi les 90 membres de l'Assemblée des Français de l'étranger.
Pour l'élection des députés des Français de l’étranger, Madagascar dépend de la 10e circonscription.